# Карманово (Фировский район)
Карманово (Корманово) — опустевшая деревня в Фировском районе Тверской области. Входит в состав Великооктябрьского сельского поселения.

## География
Находится в лесной местности.

## Население
| 2010 |
| ---- |
| 0    |

Населения по переписи 2010 года нет.
1. 1 2  Всероссийская перепись населения 2010 года. Населённые пункты Тверской области